# Siouxsie and the Banshees
Pour les articles homonymes, voir Banshee (homonymie).
Siouxsie and the Banshees (prononciation anglaise : [ˈsuːzi æn ðə ˈbænʃiːz]) est un groupe rock britannique, originaire de Londres, en Angleterre, formé en 1976 par Siouxsie Sioux et Steven Severin. Initialement associés à la scène punk anglaise, Siouxsie and the Banshees ont rapidement su évoluer pour créer « une forme de dissonance post-punk remplie d'expérimentation rythmique et sonore ». The Times cite le groupe comme « l'un des aventuriers musicaux les plus audacieux et les plus intransigeants de la période post-punk ».
Siouxsie and the Banshees représentent une influence majeure pour des groupes de new wave et de rock comme Joy Division, The Cure, The Smiths ou encore Radiohead et Primal Scream.
Depuis sa séparation en 1996, le groupe continue d'être cité en référence par une multitude d'artistes dont PJ Harvey, Tricky et LCD Soundsystem.

## Biographie

### Débuts avec John McKay (1977–1979)
La chanteuse Siouxsie Sioux et le bassiste Steven Severin sont les deux membres fondateurs du groupe. Avec le guitariste John McKay et le batteur Kenny Morris, ils enregistrent en 1977 deux Peel Sessions très remarquées pour la BBC. Leur première Peel session devient l'une des plus plébiscitées de toute l'histoire du show.
En 1978, le groupe sort un premier single post-punk, le sur-vitaminé Hong-Kong Garden classé dès sa sortie numéro 7 au Royaume-Uni. Ce morceau produit par Steve Lillywhite, comporte un motif oriental particulièrement entraînant, joué sur un xylophone. Pendant l'enregistrement, Steve Lillywhite suggère à Kenny Morris de jouer certaines parties séparément, « la grosse caisse et la caisse claire en premier » puis « les cymbales et les toms ». Cela crée un son de batterie avec plus d'espace et d'écho.
Leur premier album The Scream suit dans la foulée avec des morceaux qui préfigurent déjà la cold wave. Nick Kent écrit dans le NME : « Le groupe sonne comme un héritage unique du Velvet Underground mélangé à une partie de l'ingéniosité de Can époque Tago Mago. », il poursuit : « Sûrement, le traditionnel son (guitare, basse, batterie) n'a jamais été utilisé aussi inhabituellement dans le passé et avec des résultats aussi remarquables. »
En 1979, Siouxsie and the Banshees devient un des fleurons de la scène musicale britannique, avec des concerts qui sont de véritables cérémonies rock mais, en septembre, un conflit éclate entre les musiciens au début de la tournée de l'album Join Hands, provoquant le départ précipité de John McKay et Kenny Morris. Le guitariste Robert Smith de The Cure assure alors une première fois l'intérim un mois durant, jouant lors de la tournée d'abord avec son groupe en première partie, puis avec les Banshees en seconde partie.

### Période John McGeoch (1980–1982)

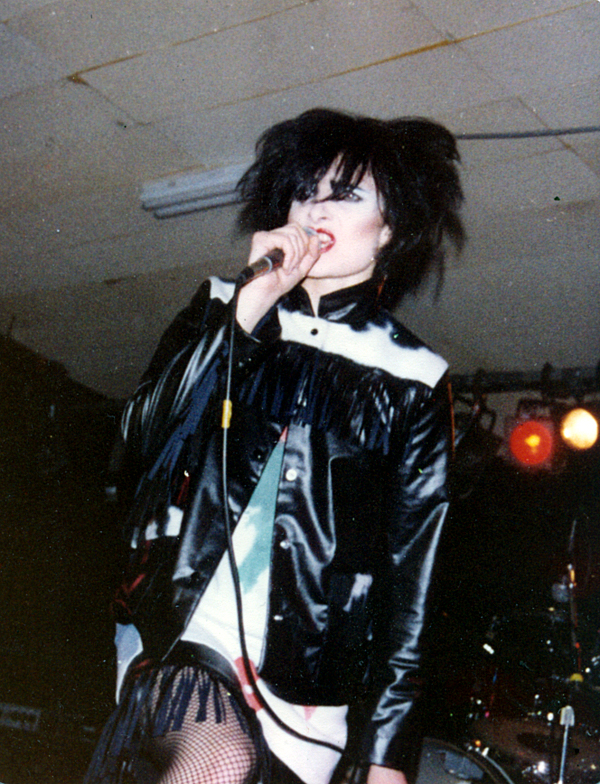
Siouxsie Sioux en 1980.

En 1980, avec l'arrivée d'un nouveau guitariste John McGeoch transfuge de Magazine et du batteur Budgie de the Slits, le groupe enregistre des morceaux plus pop comme Happy house et Christine, et d'autres plus atypiques comme l'électro-rock Red Light. On retrouve ces titres sur Kaleidoscope, un album qui par son éclectisme séduit un public plus large, se classant no 5 en Angleterre. En 1981, Siouxsie et Budgie forment un deuxième groupe The Creatures pour jouer une musique basée davantage sur les percussions, et les Banshees publient en cette même année Juju, un des disques les plus marquants de leur carrière selon Johnny Marr des Smiths,.
En 1982 sort A Kiss in the Dreamhouse, un disque novateur psychédélique et expérimental, qui flirte parfois avec des rythmes dance avec le single Slowdive. Le groupe fait appel pour la première fois à une section de cordes, celles-ci sont enregistrées aux studios Abbey Road. L'album suscite un vif enthousiasme critique en Angleterre,. Le NME conclut sa chronique en promettant à ses lecteurs : « Cette musique vous coupera le souffle ». Mais John McGeoch, épuisé par l'enregistrement du disque, est contraint de quitter le groupe peu de temps après.

### Période de transition (1983–1987)
Robert Smith prend une nouvelle fois le relais et devient à son tour le guitariste officiel des Banshees de 1982 à 1984. Il enregistre avec eux le single Dear Prudence, une reprise de la chanson des Beatles, et le live (album et vidéo) Nocturne capté à Londres en 1983, puis il participe à l'enregistrement de l'album studio Hyæna.
Avec le single Cities in Dust publié en 1985, Siouxsie ouvre une nouvelle brèche avec une approche résolument plus directe : ce titre renoue avec l'urgence de leurs débuts. Tinderbox, l'album qui suit en 1986, met en valeur le jeu de guitare en arpèges de la nouvelle recrue John Carruthers. En France, Tinderbox est inclus dans la liste des meilleurs albums de l'année des Inrockuptibles. Le guitariste John Carruthers participe ensuite à l'album de reprises Through the Looking Glass : un disque qui permet aux musiciens d'expérimenter à nouveau grâce au soutien de leur producteur et ami Mike Hedges. Peu de temps après sa sortie, John Carruthers quitte le groupe d'un commun accord : il sera remplacé par Jon Klein.

### Succès critique (1988–1989)
En 1988, le groupe attire un public de masse en Amérique du Nord avec l'album Peepshow qui reçoit la note maximale de cinq étoiles dans le mensuel anglais Q Magazine. Le premier single qui en est extrait, Peek-a-boo, sonne comme un hip-hop expérimental avec des sons abrasifs. Ceci est dû en partie à des samples de bandes passées à l'envers. L'instrumentation s'étoffe au passage avec l'arrivée du multi-instrumentiste Martin McCarrick qui joue de l'accordéon et du violoncelle en plus des claviers. La ballade The Last Beat Of My heart est particulièrement encensée par la critique,,. En France, Peepshow est élu sixième meilleur album de l'année par les lecteurs du mensuel musical Best.
Après la tournée qui suit, Siouxsie et Budgie profitent d'une période de repos pour enregistrer un nouvel album des Creatures, Boomerang, où minimalisme devient synonyme de liberté esthétique. Pour le NME, Boomerang est « un paysage plein d'exotisme foisonnant et déstabilisant » et pour le critique Simon Reynolds, le disque est « rempli de choses brillantes ». Killing Time, un morceau bluesy avec des arrangements de cuivres, sera repris sur scène par Jeff Buckley quelques années plus tard,.

### Derniers albums (1991–1996)
En 1991, les Banshees reviennent avec Superstition. Le premier titre Kiss Them for Me se retrouve classé 23e dans le Billboard Hot 100, les charts des meilleures ventes de singles aux États-Unis : la chanson mélange une rythmique baggy à des cordes Beatles avec voix éthérée à la clef. Certains journalistes parlent de pop sophistiquée. Durant l'été, le groupe participe à la première édition du festival itinérant Lollapalooza aux États-Unis en tant que deuxième tête d'affiche. En 1992, ils composent le titre Face to Face pour la bande originale du film Batman : Le Défi à la demande du réalisateur Tim Burton.
En 1994, Siouxsie chante en duo avec Morrissey sur le single Interlude, une ballade élégiaque servie par des arrangements de cordes. Un an plus tard paraît le dernier album studio du groupe : The Rapture, un disque qui est musicalement assez proche de A kiss in the dreamhouse. Les Banshees se séparent peu de temps après. Siouxsie et Budgie poursuivent ensuite l'aventure avec leur deuxième groupe The Creatures. Ensemble, ils enregistrent une musique particulièrement habitée sur Anima Animus. Cet album séduit les critiques : The Times le décrit comme « hypnotique et inventif » et la chanteuse PJ Harvey le classe sur son site internet dans ses dix albums préférés sortis en 1999.

### Réunion et post-séparation (depuis 2002)
Après avoir pris part à une courte reformation des Banshees en 2002, Siouxsie participe à l'album Kish Kash de Basement Jaxx puis à Hái!, le dernier album studio des Creatures, salué par le mensuel Magic lors de sa sortie. À cette période paraît également la compilation The Best of Siouxsie and the Banshees incluant le titre inédit, Dizzy.
En 2004, le coffret Downside Up regroupe cinquante-cinq titres inédits, parus en Angleterre en faces-B de singles entre 1978 et 1995. Parmi ces titres figure Tattoo, un morceau pré-trip hop composé par le groupe en 1983 et repris depuis par Tricky. Le groupe sort aussi une compilation CD de toutes leurs sessions effectuées pour John Peel, Voices on the Air: The Peel Sessions. Siouxsie tourne aussi en 2004 pour la première fois sous son seul nom, incluant dans son répertoire des chansons de ses deux groupes. Un concert capté au Royal Festival Hall de Londres avec le Millenia Ensemble sort en DVD en 2005 avec pour titre, Dreamshow. En septembre 2007, paraît le premier album solo de Siouxsie, Mantaray. Le disque reçoit un bon accueil de la critique anglo-saxonne : le site Pitchfork parle dans sa chronique de « pop » et écrit « c'est un succès ».
En 2009, plusieurs rééditions proposent en version remasterisée les albums parus entre 1982 et 1986, dont le classique A Kiss in the Dreamhouse, considéré comme un chef-d'œuvre par la presse anglaise,. Comme pour les rééditions 2006 des quatre premiers albums, il y a sur chaque CD une série de bonus inédits. Un coffret constitué d'archives inédites des Banshees, At the BBC, paraît aussi peu de temps après. Il comporte un DVD avec toutes les performances live du groupe données pour la télévision anglaise BBC de 1978 à 1991, et des CD audio réunissant l'intégralité des sessions radio plus des enregistrements inédits de concerts enregistrés à Oxford en 1985 et à Londres en 1988. Un autre DVD live de Siouxsie, en solo cette fois-ci, est aussi disponible. Intitulé Finale - The Last Mantaray and More Show, il propose un concert capté à Londres en septembre 2008 avec d'autres prestations en bonus.
En octobre 2014, les quatre derniers albums studio du groupe paraissent en édition remasterisée avec plusieurs inédits en bonus sur chacun d'entre eux. La chanteuse et son ex-bassiste réalisent aussi un CD compilation intitulé It's a Wonderfull Life pour le mensuel Mojo sorti le 30 septembre avec Siouxsie en couverture. Sur ce CD, les deux comparses mettent à l'honneur plusieurs compositeurs de cinéma et de musique classique.
En 2018, les onze albums studio du groupe sont réédités en LP vinyle à partir des bandes originales: Miles Showell du studio Abbey Road a eu recours au half speed mastering, une technique qui permet d'obtenir une résolution acoustique optimale. En 2022, Siouxsie supervise la sortie de All Souls, une nouvelle compilation de dix titres, qui parait en vinyle. Elle comporte les singles Fireworks, Spellbound et d'autres morceaux extraits d'albums, ainsi que des raretés - des faces-b correspondant à la « saison de l'automne ».
En octobre 2024, le groupe réédite une version vinyle transparent de l'album Through the Looking Glass pour le National album day.

## Influence sur d'autres artistes
Siouxsie and the Banshees ont inspiré une multitude d'artistes majeurs.
Joy Division et Peter Hook les citent comme « une de nos grosses influences [...] pour la façon inhabituelle de jouer de la guitare et de la batterie ». Le batteur de Joy Division, Stephen Morris, a également avoué son intérêt pour le premier batteur des Banshees, Kenny Morris, pour « son utilisation particulière des toms » dès 1977. En 2003, le chanteur de The Cure, Robert Smith précise : « Avoir été leur guitariste a vraiment changé ma vision sur ce que je faisais. »,. Smith dit aussi à propos d'un de ses disques : « The Head on the Door me fait penser à l'album Kaleidoscope, à l'idée d'avoir une multitude de sonorités différentes, de couleurs différentes ». Les deux principaux membres des Smiths ont aussi encensé le groupe,. Morrissey déclare que « Siouxsie and the Banshees étaient l'un des grands groupes de la fin des années 70 et du début des années 80 ». Il a aussi dit en 1994 : « Aucun de ces groupes n'arrive à la cheville de Siouxsie and the Banshees. Ce n'est pas de la nostalgie mal placée. C'est un fait. ». Johnny Marr déclare, de son côté, qu'il admirait particulièrement le travail du guitariste John McGeoch sur l'album Juju des Banshees, en commençant par le single Spellbound. Dave Gahan de Depeche Mode les a mentionnés parmi ses trois groupes préférés en décembre 1981 avec les Sparks et Roxy Music: il dit aussi « Siouxsie fait un excellent usage de sa voix […] Elle chante avec un côté sexy - c'est ce que j'aime »,. U2 ont sélectionné le simple Christine en 2005 pour une compilation spécialement conçue pour les lecteurs du magazine Mojo et Bono et The Edge citent le groupe comme une de leurs influences majeures,,.
Dans les années 1990, ils ont un impact important sur les principaux artistes de trip hop : Tricky reprend le proto-trip hop Tattoo comme morceau d'ouverture de son deuxième album Nearly God, Massive Attack sample la musique de Metal Poscard sur leur titre Superpredators (Metal Postcard), pour la bande originale du film The Jackal en 1997,.
D'autres artistes reprennent également certains morceaux du groupe. LCD Soundsystem enregistrent une version de Slowdive pour la face-B de leur single Disco Infiltrator. Jeff Buckley reprend plusieurs fois sur scène la chanson Killing Time que Siouxsie avait composée sur l'album Boomerang de The Creatures. La chanteuse Santigold a créé un de ses morceaux à partir de la musique de Red Light. « My Superman est une interpolation d'une chanson de Siouxsie, Red Light ». Toujours dans le registre reprise, Red Hot Chili Peppers ont interprété Christine lors de leur passage au festival anglais V2001. et en interview, leur guitariste s'est régulièrement référé au son de guitares des Banshees. The Beta Band ont samplé le morceau Painted Bird : ils l'ont ré-interprété en changeant le titre en Liquid Bird sur leur album Heroes to Zeros. Les Canadiens d'Arcade Fire ont quant à eux conseillé au groupe DeVotchKa de reprendre la ballade avec cordes The Last Beat of My Heart : ces derniers considèrent leur version comme la pierre angulaire de leur EP Curse Your Little Heart.
D'autres formations importantes les ont aussi cités en référence. Primal Scream notamment mais aussi Radiohead qui s'est inspiré des albums de la période John McGeoch. Les membres de Radiohead ont en effet déclaré que pendant l'enregistrement de There There, ils sont devenus enthousiastes à la fin quand leur producteur Nigel Godrich a fait sonner leur guitariste Jonny Greenwood comme John McGeoch de Siouxsie and the banshees,,.
Siouxsie and the Banshees ont été encensés par d'autres pairs. Dave Navarro de Jane's Addiction a fait un parallèle entre son groupe et les Banshees : « Il y a des points communs entre Jane's et les Banshees : la mélodie, l'utilisation des sons, le sex-appeal et pourtant nous venons de backgrounds différents. J'ai toujours vu Jane's Addiction comme les Siouxsie & the Banshees masculins. » Par ailleurs, la formation américaine TV on the Radio a déclaré avoir été influencée par la structure du morceau Kiss Them For Me où « d'un seul coup, il y a cet élément de surprise avec une batterie géante qui arrive ». Jim Reid de The Jesus and Mary Chain a cité The Scream et la chanson Jigsaw Feeling parmi ses disques favoris. Le groupe est aussi cité par Air, Bloc Party, et TV on the Radio.
Certaines chanteuses saluent aussi Siouxsie. PJ Harvey mettra sur son site officiel, l'album Anima Animus de Siouxsie fait avec les Creatures dans ses dix albums préférés sortis en 1999,. La chanteuse de Garbage, Shirley Manson, nomme Siouxsie comme l'une de ses principales influences lorsqu'elle a rédigé la préface de la biographie des Banshees, écrite par Mark Paytress (journaliste du magazine Mojo) en 2003. Dans un texte de plusieurs pages, elle précisa : « J'ai appris à chanter en écoutant les albums The Scream et Kaleidoscope... Aujourd'hui, je peux voir et entendre partout l'influence des Banshees ». La chanteuse cite le premier album des Banshees parmi ses disques préférés.
Une biographie de John McGeoch, sa vie et son héritage musical sort en avril 2022 aux éditions Omnibus Press. The Light Pours Out of Me - The Authorised Biography of John McGeoch comprend des interviews récentes et inédites de nombreux guitaristes, dont Jonny Greenwood, Johnny Marr et John Frusciante qui ont tous cité John McGeoch comme une influence majeure sur leur travail. L'auteur a aussi rencontré Siouxsie et Severin.

## Étymologie
Le mot banshee représente une créature surnaturelle de la mythologie celte irlandaise. Pour trouver ce nom, le groupe s'est inspiré du film britannique La Terreur des Banshee (Cry of the Banshee) avec Vincent Price qui a pour thème la chasse aux sorcières dans l'Angleterre élisabéthaine.

## Membres

### Derniers membres
- Siouxsie Sioux : chant, guitare, claviers (1976-1996, 2002)
- Steven Severin : basse, claviers (1976-1996, 2002)
- Budgie : batterie, claviers (1979-1996, 2002)
- Knox Chandler : guitare (1995-1996, 2002)

### Anciens membres
- Marco Pirroni : guitare (1976)
- Sid Vicious : batterie (1976)
- Kenny Morris : batterie (1977-1979)
- John McKay : guitare, saxophone (1977-1979)
- John McGeoch : guitare, claviers, saxophone (1980-1982)
- Robert Smith : guitare, claviers (1982-1984)
- John Valentine Carruthers : guitare (1984-1987)
- Martin McCarrick : claviers, violoncelle, accordéon (1987-1995).
- Jon Klein : guitare (1987-1995).

## Discographie

### Albums studio
- 1978 : The Scream
- 1979 : Join Hands
- 1980 : Kaleidoscope
- 1981 : Juju
- 1982 : A Kiss in the Dreamhouse
- 1984 : Hyæna
- 1986 : Tinderbox
- 1987 : Through the Looking Glass
- 1988 : Peepshow
- 1991 : Superstition
- 1995 : The Rapture

### Albums live
- 1983 : Nocturne (album et DVD live avec Robert Smith à la guitare)
- 2003 : Seven Year Itch (album et DVD live enregistré à Londres en 2002)
- 2009 : At the BBC (coffret de trois CD live plus un DVD avec toutes les apparitions live données sur la chaîne de télé anglaise)

### Compilations
- 2002 : The Best of Siouxsie and the Banshees
- 2004 : Downside Up (coffret de quatre CD compilant toutes les faces-B enregistrées plus le The Thorn EP de 1984)
- 2006 : Voices on the Air: The Peel Sessions (compilation des John Peel sessions enregistrées entre 1977 et 1986)
- 2015 : Spellbound: The Collection
- 2022 : All Souls

### Remasterisations CD
- 2006 : The Scream (1978), Join Hands (1979), Kaleidoscope (1980), Juju (1981)
- 2009 : A Kiss in the Dreamhouse (1982), Nocturne (1983), Hyæna (1984), Tinderbox (1986)
- 2014 : Through the Looking Glass (1987), Peepshow (1988), Superstition (1991), The Rapture (1995)

## Vidéographie

### DVD
- Nocturne (filmé à Londres en 1983 et remasterisé en 2006)
- Seven Year Itch (2003 DVD live capté à Londres en 2002)
- The Best of Siouxsie and the Banshees (2004, coffret avec un DVD compilant des vidéos plus deux CD audio)
- At the BBC (2009, coffret de un DVD avec toutes les apparitions live données sur la chaîne de télé anglaise plus trois CD audio live)